# نوفان (ذي السفال)

تعديل مصدري - تعديل

نوفان محلة تابعة لقرية شوائط، التابعة لعزلة شوائط بمديرية ذي السفال إحدى مديريات محافظة إب في الجمهورية اليمنية، بلغ تعداد سكانها 57 حسب تعداد اليمن لعام 2004.